# Kolla pallidula
Kolla pallidula är en insektsart som beskrevs av Jacobi 1941. Kolla pallidula ingår i släktet Kolla och familjen dvärgstritar. Inga underarter finns listade i Catalogue of Life.